# Enrico Voltolini
Enrico Voltolini es un deportista italiano que compitió en vela en la clase Star. Ganó una medalla de oro en el Campeonato Europeo de Star de 2011.

## Palmarés internacional
| \| Campeonato Europeo \| Campeonato Europeo \| Campeonato Europeo \| Campeonato Europeo \| \| Año \| Lugar \| Medalla \| Clase \| \| ------------------ \| ----------------------- \| ------------------ \| ------------------ \| \| 2011 \| Dún Laoghaire (Irlanda) \| Medalla de oro \| Star \| |                         |                |       |
| Campeonato Europeo |                         |                |       |
| Año | Lugar                   | Medalla        | Clase |
| 2011 | Dún Laoghaire (Irlanda) | Medalla de oro | Star  |